# Shin Tanada
Shin Tanada (棚田 伸 Tanada Shin?), född 25 juli 1969 i Hiroshima prefektur, är en japansk före detta fotbollsspelare.
Tanada började sin karriär 1992 i Hitachi (Kashiwa Reysol). 1998 flyttade han till Consadole Sapporo. Han avslutade karriären 1999.